# Nesbanebdjed Ier
Nesbanebdjed Ier (ou Nésybanebdjedet ou Nésoubanebdjedet), ou Smendès comme l'appelle Manéthon (nom sous lequel il est généralement connu aujourd'hui), est le premier pharaon de la XXIe dynastie, vers 1069 à 1043 avant l'ère commune. L'historien lui compte vingt-six ans de règne (Africanus, Eusebius).

## Généalogie
Nesbanebdjed Ier est probablement originaire de Mendès (Djedet en égyptien ancien), comme son nom l'indique. Toutefois, on ne connaît rien de ses origines familiales.
Le seul membre certain de sa famille est le nom de son épouse, Tentamon, citée dans le Rapport d'Ounamon, texte littéraire daté du début de la XXIIe dynastie mais exposant des évènements du début de la XXIe dynastie.
Il se trouve que, d'après son papyrus funéraire, la reine Hénouttaouy Ire, épouse de Pinedjem Ier, est la fille d'une reine Tentamon et d'un roi non nommé. Deux théories ont été proposées :
- par exemple, les ouvrages de Kenneth Anderson Kitchen[6] et Aidan Mark Dodson et Dyan Hilton[7] ont proposé deux Tentamon, la première (celle du papyrus funéraire) étant la mère d'Hénouttaouy et l'épouse de Ramsès XI, et la seconde (celle du Rapport d'Ounamon) étant l'épouse de Nesbanebdjed Ier ;
- par exemple, l'ouvrage de Frédéric Payraudeau[8] préfère l'option où il n'y a qu'une seule Tentamon, à la fois épouse de Nesbanebdjed Ier et mère d'Hénouttaouy Ire, tout en exprimant l'hypothèse qu'elle pouvait avoir des origines royales ramessides car, premièrement, elle semble jouer un rôle important dans le Rapport d'Ounamon[5] et, deuxièmement, Psousennès Ier, fils d'Hénouttaouy Ire et donc petit-fils de Tentamon, porte le surnom Ramsès[9].

Nedjemet, enterrée à Thèbes et portant les titres, entre autres, d'« épouse du Roi » Hérihor et de « mère du Maître des Deux Terres », ce qui fait d'elle l'épouse d'un roi thébain et la mère d'un roi, est également la fille d'une femme nommée Hereret, portant le titre de « mère royale », ce qui fait donc de Nedjemet la sœur d'un roi  (bien qu'elle ne porte pas le titre de « sœur du roi »). Plusieurs possibilités ont été évoquées :
- Nedjemet pourrait être la sœur du roi Nesbanebdjed Ier, ce qui ferait de cette Hereret la mère de Nesbanebdjed Ier[11] ;
- Nedjemet pourrait être la mère de Nesbanebdjed Ier, étant décédée âgée en l'an I de ce roi, ce qui ferait d'Hérihor son père.

Il est possible que son successeur sur le trône à Tanis, le roi Amenemnesout, soit son fils, bien que cela ne soit pas certain.

## Règne
Nesbanebdjed Ier ou (Smendès) est donc le fondateur de la dynastie tanite. Manéthon lui attribue vingt-six ans de règne ; bien qu'aucun document portant son nom ne soit daté, cette durée de règne est probable car des documents thébains utilisant son comput d'années de règne indiquent pour la date la plus haute l'an XXV (voir la stèle du bannissement). Si son origine est inconnue, son nom indique qu'il devait venir de Mendès, en Basse-Égypte. 
Smendès semble être le fondateur de Tanis. En effet, le Rapport d'Ounamon, rédigé probablement au début de la XXIIe dynastie et rapportant des faits s'étant soi-disant déroulés en l'an V de Smendès, fait de lui le fondateur de la cité avec son épouse Tentamon, qui a dû avoir joué un rôle important pour être ainsi mentionnée dans le document. De plus, la tombe NRT I de la nécropole royale de Tanis semble antérieure à celle de Psousennès Ier, ce qui pourrait faire d'elle la tombe initiale du souverain avant que le roi Osorkon II ne se l'approprie près de deux siècles plus tard. Enfin, deux vases canopes du roi ont été trouvés, mais leur provenance est inconnue mais était probablement Tanis. Le seul texte d'importance du règne dont on ait retrouvé la trace est une stèle provenant de Gebelein portant sur l'exploitation de carrières locales et montrant le roi dans son palais de Memphis, alors restée capitale administrative. Un petit relief montrant le roi a été gravé à Karnak-Nord sur la porte dite de Thoutmôsis Ier et un vase votif portant son cartouche a été déposé au temple d'Osiris à Abydos.
C'est probablement sous son règne que le grand prêtre d'Amon Hérihor s'est proclamé roi de Thèbes vers l'an VI puis Pinedjem Ier en l'an XV, ce dernier poursuivant son propre règne à Thèbes jusqu'à une date inderminée au cours du règne du roi tanite Psousennès Ier. C'est d'ailleurs tout à la fin de son règne, en l'an XXV, qu'une rébellion a lieu à Thèbes et que les rebelles sont exilés dans les oasis, ceci étant relaté dans la stèle du banissement, datée du règne de son successeur Amenemnesout.